# Arne Randmark
Arne Valentin Randmark, född 17 december 1913 i Solna, död 21 februari 1977 i Farsta, Stockholms län, var en svensk målare och tecknare.
Randmark studerade vid Isaac Grünewalds målarskola i Stockholm och under studieresor till Jugoslavien och Frankrike. Separat ställde han bland annat ut på Studio Pegasus i Stockholm och i ett flertal samlingsutställningar. Hans konst har karakteriserats som en hybrid mellan tysk 1920-tals expressionism och kubism och den består av stilleben figurskildringar och motiv hämtade från den litterära världen.
Är också filmregissör Ola Paulakoskis farfar.